# Erin O'Brien
Pour les articles homonymes, voir O'Brien et Erin O'Brien (homonymie).
Erin O'Brien est une actrice américaine, née le 4 novembre 1980 à Sonora en Californie.

## Filmographie
- 2007 : Salted Nuts : Daisy
- 2010 : Revenants : la femme assassinée
- 2012 : Behind the Scenes (série télévisée) : Babette
- 2012 : Bikini Spring Break : Michelle
- 2012 : Boyz of Summer : Michelle
- 2012 : The Mentalist (série télévisée) : une sœur
- 2012 : 12/12/12 : l'infirmière
- 2013 : Chlorine : la secrétaire de Ted
- 2014 : Jailbait : Kody
- 2015 : All That Matters (série télévisée) : Molly
- 2015 : 4Got10 : Jesse
- 2015 : Buddy Hutchins : Allison
- 2016 : Swap : Grace
- 2016 : Code of Honor : Newscaster Erin
- 2016 : Fight Valley : Duke
- 2017 : One Penny : Jordan
- 2017 : Wasps : Razor
- 2017 : The Look-Book (série télévisée) : Chelsea
- 2017 : Just Within Reach : Jade
- 2017 : Day of Reckoning (court métrage) : Jenny
- 2018 : Diverted Eden : Kandy
- 2018 : What Death Leaves Behind : la femme
- 2018 : Dirty Dead Con Men : Isabella
- 2018 : Killing Joan : Cheryl
- 2018 : Worthless : Elle Wurthmore
- 2018 : Tremors (téléfilm) : la femme
- 2018 : The Spare Room : Zamia
- 2018 : Guitars and Guns : Olivia
- 2018 : Clinton Road : Gianna
- 2018 : Acts of Desperation : Sadie
- 2018 : The Dark Field : Bela Dragulescu
- 2018 : Don't Look There : les cheveux mauves

Prochainement
- 2019 : Whiskey God
- 2019 : Fight Valley 2: Lockdown : Duke